# Luigi Ciacchi
Luigi Ciacchi (ur. 16 sierpnia 1788 w Pesaro, zm. 17 grudnia 1865 w Rzymie) – włoski kardynał.

## Życiorys
Urodził się 16 sierpnia 1788 roku w Pesaro, jako syn Gianbernardina Ciacchiego i Annunziaty Bourbon del Monte. W młodości został prałatem i szambelanem Jego Świątobliwości. 12 lutego 1838 roku został kreowany kardynałem diakonem i otrzymał diakonię Sant'Angelo in Pescheria. W latach 1847–1848 był legatem w Ferrarze. Zmarł 17 grudnia 1865 roku w Rzymie.